# Región de Zinder
La región de Zinder es una de las siete divisiones administrativas de primer nivel en Níger, con capital en Zinder. La región cubre una superficie de 155 778 km².
En 2012 tenía 3 539 764 habitantes.

## Localización
Se ubica en el sur del país y tiene los siguientes límites:
| Noroeste: Región de Agadez           | Norte: Región de Agadez                         | Noreste: Región de Diffa |
| Oeste: Región de Maradi              |                                                 | Este: Región de Diffa    |
| Suroeste: Estado de Katsina, Nigeria | Sur: Estado de Jigawa y Estado de Yobe, Nigeria | Sureste: Región de Diffa |

## División administrativa
Luego de la reforma territorial de 2011, Zinder está dividido en los siguientes diez departamentos (la ciudad de Zinder pertenece también a la región, pero no se incluye en ningún departamento y forma una comunidad urbana con estatuto especial):
- Belbédji (coincide con la comuna de Tarka)
- Departamento de Damagaram Takaya (capital: Damagaram Takaya)
- Departamento de Dungass (capital: Dungass)
- Departamento de Goure (capital: Gouré)
- Departamento de Kantche (capital: Kantché)
- Departamento de Magaria (capital: Magaria)
- Departamento de Mirriah (capital: Mirriah)
- Departamento de Takeita (capital: Garagoumsa)
- Departamento de Tanout (capital: Tanout)
- Tesker (comuna-departamento)